# Max Havelaar
Max Havelaar o las subastas de café de la Compañía Comercial Holandesa (en neerlandés: Max Havelaar, de koffi-veilingen der Nederlandsche Handel-Maatschappy) es una novela de las Indias Orientales Neerlandesas escrita en 1860 por Multatuli (el seudónimo de Eduard Douwes Dekker), que desempeñó un papel clave en la configuración y modificación de la política colonial holandesa en sus dominios coloniales asiáticos en el siglo XIX y principios del siglo XX. En la novela, el protagonista, Max Havelaar, intenta luchar contra un sistema gubernamental corrupto en Java, que entonces era una colonia holandesa.

## Argumento
La novela cuenta con numerosos niveles narrativos que recuentan varios mise en abyme. La novela comienza con un paquete de manuscritos. Un exitoso agente de café de mediana edad, Batavus Droogstoppel, es abordado en las calles de Ámsterdam por una figura empobrecida que él identifica solo como Sjaalman, el hombre de la bufanda, debido a la bufanda hecha jirones que usa contra el frío. El hombre, es un escritor y amigo de Droogstoppel de su vieja escuela y en una ocasión lo salvó de llevarse una paliza por unos abusones. Este hombre le entrega un paquete al agente de café, unos manuscritos que había escrito, con la esperanza de que su amigo lo ayudara publicar su trabajo. Droogstoppel, que tiene poco aprecio por la literatura, acepta a regañadientes. Cuando revisa los contenidos, sólo le interesa un ensayo sobre las plantaciones de café de Java. Eso, él decide, valdría la pena revisar, ya que toda su vida gira en torno al café.
Él asigna a un joven empleado alemán llamado Stern (o "estrella") para supervisar la compilación del manuscrito en algo publicable. Stern accede a la tarea poniendo dos condiciones: que su jefe acepte no alterar nada de lo que escribe y que al escritor, Sjaalman, se le dé una resma de papel, tinta y bolígrafos. Es sólo entonces cuando comienza la historia de Max Havelaar, debemos suponer que es un texto arreglado por Stern para ser escrito por Sjaalman, quien probablemente sea el propio Havelaar, que regresó de la desastrosa cita en Java.
Max Havelaar, es el gobernador del pequeño distrito de Lebak en la costa oeste de Java. Havelaar intenta hacer algo contra las injusticias que sufren los campesinos de su distrito a manos de la nobleza local, pero sus esfuerzos se ven frustrados a cada paso por sus superiores. Se dan cuenta de que es más fácil mantener a raya a la población si la estructura de poder feudal local se mantiene intacta y, por lo tanto, harían cualquier cosa para seguir siendo amigos de la nobleza. A medida que Havelaar se frustra cada vez más, el tono del libro se vuelve cada vez más histérico.
La historia está intercalada con una mise en abyme en la que Stern relata la trágica historia de Saïdjah y Adinda, dos amantes de Java cuyas vidas a menudo son desgarradas por el tributo cruelmente elevado exigido por la nobleza y la administración colonial holandesa, su historia tiene un final trágico gracias a las campañas militares del poder colonial.

## Trasfondo
Multatuli escribió Max Havelaar en protesta contra las políticas coloniales de los Países Bajos en sus colonias asiáticas, pero otro objetivo era justificar su renuncia al servicio gubernamental. A pesar de su estilo de escritura concisa, aumentó la conciencia de los europeos que vivían en Europa sobre el hecho que la riqueza que disfrutaban era el resultado del sufrimiento en otras partes del mundo. Esta conciencia eventualmente formó la motivación para la nueva Política Ética por la cual el gobierno colonial holandés intentó "pagar" su deuda a sus súbditos coloniales al proporcionar educación a algunas clases de nativos, generalmente miembros de la élite leal al gobierno colonial.
El novelista indonesio Pramoedya Ananta Toer argumentó que al desencadenar estas reformas educativas, Max Havelaar fue a su vez responsable del movimiento nacionalista que puso fin al colonialismo holandés en Indonesia después de 1945, y que fue instrumental en el llamado a la descolonización en África y otras partes del mundo. Por lo tanto, de acuerdo con Pramoedya, Max Havelaar es "el libro que mató al colonialismo".
En el último capítulo, el autor anuncia que traducirá el libro "en los pocos idiomas que conozco y en los muchos idiomas que puedo aprender". De hecho, Max Havelaar ha sido traducido a treinta y cuatro idiomas. La traducción al español corrió a cargo de Francisco Carrasquer. En Indonesia, la novela fue citada como una inspiración por Sukarno y otros líderes nacionalistas tempranos, el autor Ernest Douwes Dekker, que lo había leído en su original holandés. No fue traducido al indonesio hasta 1972.
En la novela, dos personajes diametralmente opuestos relatan la historia de Max Havelaar: el hipócrita comerciante de café Droogstoppel, que intenta utilizar los manuscritos de Havelaar para escribir sobre el comercio del café, y el romántico aprendiz alemán Stern, que se hace cargo cuando Droogstoppel pierde interés en la historia. El primer capítulo del libro establece el tono de la naturaleza satírica de lo que seguirá, con Droogstoppel articulando su pomposa y mercenaria visión del mundo. Al final de la novela, Multatuli toma la pluma y el libro culmina en una denuncia vocal de las políticas coloniales holandesas y un pedido al rey de los Países Bajos para que intervenga en nombre de sus súbditos indonesios.